# Oologia

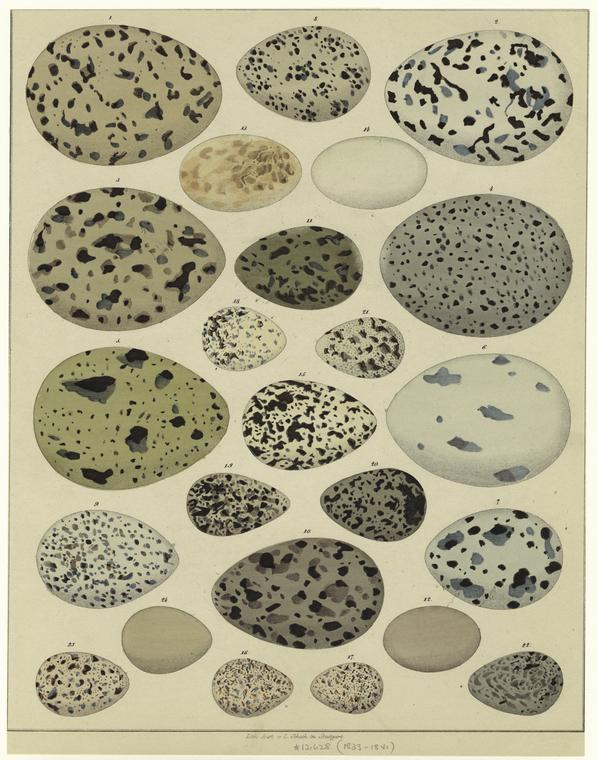
Illustrazione d'epoca che mostra uova di diverse specie di uccelli.

L'oologia è una branca dell'ornitologia che ha il compito di studiare le uova, i nidi e il comportamento riproduttivo degli uccelli (Aves).
Il termine è anche usato per identificare l'hobby del collezionare uova di uccelli selvatici, attività illegale negli ordinamenti giuridici di numerose nazioni mondiali.